# Andrei Guțu
Andrei Guțu (* 16. September 1980) ist ein moldauischer Gewichtheber.

## Karriere
Andrei Guțu nahm an den Olympischen Sommerspielen 2008 teil, wobei er in der Gewichtsklasse bis 77 kg Zwanzigster mit 305 kg wurde. Bei der Weltmeisterschaft 2005 belegte er in der Kategorie bis 77 kg mit einer Gesamtleistung von 310 kg den 14. Platz.